# Metrofan
Metrofan — imię męskie pochodzenia greckiego, gr. Μητροφανης, złożone z członów μητηρ (meter) — "matki" i φανης (phanes) — "pojawienie się, objawienie się", co oznacza "objawienie matki". Patronem tego imienia jest św. Metrofan, biskup Bizancjum (III–IV wiek). U Słowian wschodnich imię to rozpowszechniło się w formie Mitrofan. 
Metrofan imieniny obchodzi 4 czerwca.
Znane osoby noszące imię Metrofan:
- Mikołaj Metrofan Sokoliński (zm. 1690), duchowny greckokatolicki
- Jurczuk "Mitrofan" Mychajło Iwanowycz
- Michał "Mitrofan" Gutowski
- Mitrofan Simaszkiewicz
- Mitrofan Afonski
- Mitrofan Iwanowicz Niedielin
- Dmitrij "Mitrofan" Iwanowicz Krasnopolski
- Mitrofan z Woroneża
- Andrij "Mitrofan" Nikitin
- Jewłampij "Mitrofan" Władimirowicz Rusinow
- Marko "Mitrofan" Ban
- Mitrofan Kodić
- Mitrofan Potapow
- Mitrofan Aleksiejewicz Popow
- Mitrofan Aleksiejewicz Moisiejew
- Mitrofan Dikun
- Mitrofan Wasiljewicz Sriebrianski
- Mitrofan Pieczenski

- Mitrofan – rosyjski biskup prawosławny
- Mitrofan – rosyjski biskup prawosławny
- Mitrofan – rosyjski biskup prawosławny
- Mitrofan – rosyjski biskup prawosławny
- Mitrofan – serbski biskup prawosławny
- Mitrofan – biskup Kościoła Prawosławnego Ukrainy
- Mitrofan – biskup Rosyjskiego Kościoła Prawosławnego
- Mitrofan – rosyjski biskup prawosławny
- Mitrofan – serbski biskup prawosławny
- Mitrofan
- Mitrofan – rosyjski biskup prawosławny
- Mitrofan  – biskup Kościoła Prawosławnego Ukrainy
- Mitrofan – rosyjski biskup prawosławny
- Mitrofan – rosyjski biskup prawosławny
- Mitrofan – serbski biskup prawosławny
- Mitrofan – rosyjski biskup prawosławny
- Mitrofan – biskup Rosyjskiego Kościoła Prawosławnego
- Mitrofan – rosyjski biskup prawosławny
- Mitrofan – rosyjski biskup prawosławny
- Mitrofan – biskup Rosyjskiego Kościoła Prawosławnego